# Arcane
Az Arcane (más néven Arcane: League of Legends) egy animációs steampunk akció - kalandsorozat, amelyet Christian Linke és Alex Yee készített. A Fortiche francia animációs stúdió készítette a Riot Games felügyelete alatt, a Netflix forgalmazásában. A cselekmény Riot League of Legends univerzumában játszódik, és elsősorban két nővér, Vi és Jinx történetére és konfliktusára fókuszál. A sorozatot a League of Legends 10 éves jubileumi ünnepségén jelentették be 2019-ben, és először 2021 novemberében sugározta a Netflix. Az első évad lezárását követően a Riot Games és a Netflix bejelentette, hogy készül a második, egyben utolsó évad, amely 2024 novemberében jelenik meg.
Az Arcane megjelenését követően széles körű elismerésnek örvendett, párját ritkító kritikai elismerésben részesült mind az animáció, a történet, a világépítés, az akciójelenetek, a karakterek és érzelmeik ábrázolása, a hang valamint a szinkronjáték is. Egyesek megjegyezték, hogy a sorozat sikeresen bevonzza mind a játék rajongóit, mind a hétköznapi nézőket, akik soha nem játszottak még a League of Legends-szel. A premierjét követő egy héten belül a Netflix legmagasabbra értékelt sorozataként is beállította a rekordot, a Netflix Top 10 listán 52 országban az első helyen, az Egyesült Államokban pedig a második helyen végzett.
Számos kritikus és publikáció a valaha készült eddigi egyik legjobb videojáték-adaptációként emlegette. 2022-ben a sorozat lett az első streaming sorozat, amely elnyerte a Primetime Emmy-díjat a kiemelkedő animációs műsorért, és elnyerte az Annie-díjat a legjobb általános közönség számára készült animációs televíziós adás alkotás kategóriában.

## Cselekmény
A gazdag, utópisztikus Piltover városa és Zaun elnyomott alvárosa közötti fokozódó nyugtalanság közepette Vi és húga, Jinx (Powder) az egymásnak ellentmondó meggyőződések és a rejtélyes "arcane" technológia utáni kutatás miatt kialakuló konfliktus közepette találják magukat.

## Szereplők és szinkronhangok

### Főszereplők

Violet "Vi" az Arcane c. animációs sorozatban (hivatalos digitális promóció)

| Karakter              | Eredeti hangja                | Magyar hangja                   |
| --------------------- | ----------------------------- | ------------------------------- |
| Violet "Vi"           | Hailee Steinfeld              | Dobó Enikő                      |
| Jinx / Powder         | Ella Purnell                  | Tamási Nikolett                 |
| Powder (fiatal)       | Mia Sinclair Jenness          | Hegedűs Johanna                 |
| Powder (fiatal)       | Mia Sinclair Jenness          | Bak Julianna (énekhang)         |
| Jayce Talis           | Kevin Alejandro               | Ágoston Péter                   |
| Jayce Talis           | Kevin Alejandro               | Pálinkás Marcell (fiatal Jayce) |
| Caitlyn Kiramman      | Katie Leung                   | Csuha Borbála                   |
| Caitlyn Kiramman      | Molly Harris (fiatal Caitlyn) | Csuha Borbála                   |
| Silco                 | Jason Spisak                  | Penke Bence                     |
| Mel Medarda           | Toks Olagundoye               | Bogdányi Titanilla              |
| Viktor                | Harry Lloyd                   | Kékesi Gábor                    |
| Viktor                | Harry Lloyd                   | Maszlag Bálint (fiatal Viktor)  |
| Vander                | JB Blanc                      | Varga Rókus                     |
| Ekko                  | Reed Shannon                  | Timon Barnabás                  |
| Ekko                  | Miles Brown (fiatal Ekko)     | Gál Dávid (fiatal Ekko)         |
| Cecil B. Heimerdinger | Mick Wingert                  | Kossuth Gábor                   |

### Mellékszereplők
| Karakter           | Eredeti hang      | Magyar hang                |
| ------------------ | ----------------- | -------------------------- |
| Sevika             | Amirah Vann       | Tarr Judit                 |
| Marcus             | Remy Hii          | Seder Gábor                |
| Tobias Kiramman    | Remy Hii          |                            |
| Cassandra Kiramman | Abigail Marlowe   | Ősi Ildikó                 |
| Eve                | Abigail Marlowe   |                            |
| Mylo               | Yuri Lowenthal    | Rada Bálint                |
| Claggor            | Roger Craig Smith | Baráth István              |
| Deckard            | Josh Keaton       | Szabó Andor (színművész)   |
| Salo               | Josh Keaton       | Fekete Zoltán (színművész) |
| Benzo              | Fred Tatasciore   | Kapácsy Miklós             |
| Huck               | Bill Lobley       | Karácsonyi Zoltán          |
| Grayson            | Sohre Ágdáslu     | Menszátor Magdolna         |
| Singed             | Brett Tucker      | Kárpáti Levente            |
| Shoola             | Mara Junot        | Kocsis Mariann             |
| Jules              | Mara Junot        |                            |
| Vern               | Dave B. Mitchell  | Gacsal Ádám                |
| Hoskel             | Dave B. Mitchell  | Gardi Tamás                |
| Harold             | Dave B. Mitchell  |                            |
| Finn               | Miyavi            | Czető Roland               |
| Elora              | Erica Lindbeck    | Mohácsi Nóra               |
| Ambessa Medarda    | Ellen Thomas      | Bertalan Ágnes             |
| Babette            | Mira Furlan       | Czirják Csilla             |
| Sky Young          | Kimberly Brooks   | Gyöngy Zsuzsa              |
| Sky Young          | Kimberly Brooks   | Blazsó Regina (fiatal Sky) |

## Zenei betétek
| Arcane: League of Legends, Zenei Betétek | Arcane: League of Legends, Zenei Betétek | Arcane: League of Legends, Zenei Betétek | Arcane: League of Legends, Zenei Betétek | Arcane: League of Legends, Zenei Betétek | Arcane: League of Legends, Zenei Betétek | Arcane: League of Legends, Zenei Betétek | Arcane: League of Legends, Zenei Betétek | Arcane: League of Legends, Zenei Betétek | Arcane: League of Legends, Zenei Betétek |
| #                                        | Cím                                      | Előadó(k)                                | Hossz                                    |                                          |                                          |                                          |                                          |                                          |                                          |
| ---------------------------------------- | ---------------------------------------- | ---------------------------------------- | ---------------------------------------- | ---------------------------------------- | ---------------------------------------- | ---------------------------------------- | ---------------------------------------- | ---------------------------------------- | ---------------------------------------- |
| 1.                                       | Playground                               | Bea Miller                               | 3:50                                     |                                          |                                          |                                          |                                          |                                          |                                          |
| 2.                                       | Our Love                                 | Curtis Harding, Jazmine Sullivan         | 3:38                                     |                                          |                                          |                                          |                                          |                                          |                                          |
| 3.                                       | Goodbye                                  | Ramsey                                   | 3:51                                     |                                          |                                          |                                          |                                          |                                          |                                          |
| 4.                                       | Dirty Little Animals                     | BONES UK                                 | 3:25                                     |                                          |                                          |                                          |                                          |                                          |                                          |
| 5.                                       | Enemy                                    | Imagine Dragons & JID                    | 2:53                                     |                                          |                                          |                                          |                                          |                                          |                                          |
| 6.                                       | Guns for Hire                            | Woodkid                                  | 3:46                                     |                                          |                                          |                                          |                                          |                                          |                                          |
| 7.                                       | Misfit Toys                              | Pusha T & Mako                           | 3:09                                     |                                          |                                          |                                          |                                          |                                          |                                          |
| 8.                                       | Dynasties and Dystopia                   | Denzel Curry, Gizzle, Bren Joy           | 2:58                                     |                                          |                                          |                                          |                                          |                                          |                                          |
| 9.                                       | Snakes                                   | Pvris, Miyavi                            | 2:41                                     |                                          |                                          |                                          |                                          |                                          |                                          |
| 10.                                      | When Everything Went Wrong               | Fantastic Negrito                        | 3:13                                     |                                          |                                          |                                          |                                          |                                          |                                          |
| 11.                                      | What Could Have Been                     | Sting, Ray Chen                          | 3:33                                     |                                          |                                          |                                          |                                          |                                          |                                          |
| 36:57                                    |                                          |                                          |                                          |                                          |                                          |                                          |                                          |                                          |                                          |

2021. november 20-án az első évad dalai megjelentek az Amazon Music oldalán. A sorozatnak más volt a főcímdala Kínában – „孤勇者 (Gu Yong Zhe)” Eason Chan előadásában.

## Gyártás
A Riot Games vezérigazgatója, Nicolo Laurent elmondta, hogy hat évbe telt az Arcane első évadának elkészítése.
Az Arcane gyártása eltért a szokásos gyakorlattól. Az sorozat ötlete Christian Linke-től származott 2015-ben, miután a Riot kezdetben más médiában is elmélyült, hogy erősítse a játékosok kapcsolatát az IP-vel, például filmes előzetesek és zenei videók kapcsán. Ekkor azonban a promóciós tartalmak egyikében sem szerepelt párbeszéd. Ezután, ahelyett, hogy egy új, televíziós animációra szakosodott animációs stúdiót keresett volna, a Riot úgy döntött, hogy folytatja együttműködését Fortiche-val, akik korábban már zenei videókat készítettek neki. A Riot a "felnőtt gondolkodású" animációs piacot is megcélozta a videojátékok és a televíziós animációk adaptációinak megalapozottabb piacai helyett..
Az Arcane-t először a League of Legends 10. évfordulóján jelentették be 2019-ben, és a Riot's League of Legends kitalált univerzumában játszódik. 2021 szeptemberében bejelentették, hogy Hailee Steinfeld, Ella Purnell, Kevin Alejandro, Katie Leung, Jason Spisak, Toks Olagundoye, JB Blanc és Harry Lloyd csatlakozott a szereposztáshoz.
2021. november 20-án, az Arcane első évadának lezárását követően a Riot Games és a Netflix bejelentette, hogy már készül is a második évad, megjelenését 2022 utánra datálták. 2023-ban úgy nyilatkoztak, hogy a második évad premierje 2024 utolsó negyedévében várható, míg a hivatalos bejelentést novemberben, az éves Netflix Geeked Week során 2024 novemberére tűzték ki. 2024 júniusában bejelentették, hogy a második évad lesz egyben a sorozat záróévada is.

## Sugárzás
Az eredetileg 2020-as megjelenésre tervezett előadást a COVID-19 világjárvány miatt 2021-re ütemezték át. Végül 2021. november 6-án egyidejűleg tűzték műsorra a Netflixen és a kínai Tencent Video-n, az első évadot kilenc epizódra bontva, három héten keresztül, heti három epizóddal.

## Fogadtatás

### Kritikai fogadtatás
A Rotten Tomatoes webhely 100%-os elismertségről nyilatkozott, átlagosan 9,1/10 pontozással, 29 vélemény alapján. Az oldal kritikai konszenzusa így hangzik: "Az Arcane lebilincselő első benyomást kelt, a 2D és 3D animáció látványos keverékét egy érzelmileg lenyűgöző történettel kombinálva olyan videojáték-adaptációt hoz létre, amely legendássá válhat." A sorozat a Netflix első számú műsora is lett 2021 novemberében, és a premierjét követő egy héten belül a Netflix eddigi legmagasabbra értékelt sorozataként állította fel a rekordot, 52 országban az első helyet foglalta el a Netflix Top 10 Chart-on, és a második helyen végzett a listán az Egyesült Államokban. Sok publikáció megjegyezte, hogy a sorozat az egyik legnagyszerűbb videojáték-adaptáció, mely eddig valaha készült.
Az IMDb-n 9/10 csillagos értékeléssel, közel 300 ezer szavazat alapján minden idők eddigi 6. legnépszerűbb animációs sorozataként tartják számon.

### Elismerések
Az Arcane lett az első videojátékon alapuló streaming televíziós sorozat, valamint az első videojáték-adaptáció, amely elnyerte az Annie-díjat és a Primetime Emmy-díjat is. Streaming sorozatként az első, amely a legtöbb díjat nyerte el ugyanabból a jelölésből egyazon évben, és kilenccel besöpörte az Annie-t, videojáték-adaptációként pedig szintén első, mely elnyerte a Kiemelkedő Animációs Sorozatnak járó díjat, ezzel a Netflix-sorozatává vált, amelyik ezt elérte. Az Arcane emellett elsőként végzett a 2022-es The Game Awards első legjobb adaptáció kategóriájában, mely díjat valamely videojátékokon alapuló médiának ítélnek oda.
| Év   | Díj                                         | Kategória                                                                                               | Jelölt(ek) | Díjazás  | Hiv.   |
| ---- | ------------------------------------------- | --- | --- | -------- | ------ |
| 2022 | Annecy International Animated Film Festival | Legjobb televíziós produkció                                                                            | "When These Walls Come Tumbling Down" | Jelölve  | [ 28 ] |
| 2022 | Annie Awards                                | A legjobb általános közönségnek szóló animációs televíziós/műsorszórási produkció                       | "When These Walls Come Tumbling Down" | Elnyerte | [ 29 ] |
| 2022 | Annie Awards                                | Kiemelkedő teljesítmény animációs effektusokért animációs televíziós/műsorszórásban                     | Guillaume Degroote, Aurélien Ressencourt, Martin Touzé, Frédéric Macé, and Jérôme Dupré (for "Oil and Water") | Elnyerte | [ 29 ] |
| 2022 | Annie Awards                                | Kiemelkedő teljesítmény karakteranimáció terén animációs televízióban/műsorszórásban                    | Léa Chervet (for "The Monster You Created") | Elnyerte | [ 29 ] |
| 2022 | Annie Awards                                | Kiemelkedő teljesítmény a karaktertervezés terén animációs televíziós / műsorszórási produkcióban       | Evan Monteiro (for "Some Mysteries Better Left Unsolved") | Elnyerte | [ 29 ] |
| 2022 | Annie Awards                                | Kiemelkedő teljesítmény animációs televíziós / műsorszórási rendezésben                                 | Pascal Charrue, Arnaud Delord, and Barthelemy Maunoury (for "The Monster You Created") | Elnyerte | [ 29 ] |
| 2022 | Annie Awards                                | Kiemelkedő teljesítmény a produkciós tervezés terén animációs televíziózásban/műsorszórásban            | Julien Georgel, Aymeric Kevin, and Arnaud Baudry (for "Happy Progress Day!") | Elnyerte | [ 29 ] |
| 2022 | Annie Awards                                | Kiemelkedő teljesítmény a történetvezetés/-tervezés terén animációs televíziós / sugárzott produkcióban | Simon Andriveau (for "When These Walls Come Tumbling Down") | Elnyerte | [ 29 ] |
| 2022 | Annie Awards                                | Kiemelkedő teljesítmény hangszereplésért animációs televízióban/műsorszórásban                          | Ella Purnell (for "When These Walls Come Tumbling Down") | Elnyerte | [ 29 ] |
| 2022 | Annie Awards                                | Kiemelkedő teljesítmény írásban animációs televízióban/műsorszórásban                                   | Christian Linke and Alex Yee (for "The Monster You Created") | Elnyerte | [ 29 ] |
| 2022 | Billboard Music Awards                      | Legjobb zenei betétek                                                                                   | Various Artists | Jelölve  | [ 30 ] |
| 2022 | British Film Editors Cut Above Awards       | Legjobban szerkesztett sorozat: Animáció kategória                                                      | Ivan Bilancio, Gilad Carmel, Roberto Fernandez, Lawrence Gan, Martin Jay, Benjamin Massoubre, Ernesto Matamoros Cox, Nazim Meslem, Emmanuel Pilinski, and David Ian Salter                                                                                     | Elnyerte | [ 31 ] |
| 2022 | Dorian Awards                               | Legjobb animációs sorozat                                                                               | Arcane | Jelölve  | [ 32 ] |
| 2022 | Golden Reel Awards                          | Kiemelkedő teljesítmény hangvágás terén – nem színházi animáció                                         | Brad Beaumont, Eliot Connors, Alexander Temple, Shannon Beaumont, Alexander Ephraim, Dan O' Connell, John Cucci, and Alex Seaver (for "When These Walls Come Tumbling Down")                                                                                   | Elnyerte | [ 33 ] |
| 2022 | Hollywood Critics Association TV Awards     | A legjobb streaming animációs sorozat vagy televíziós film                                              | Arcane | Elnyerte | [ 34 ] |
| 2022 | Hugo Awards                                 | Legjobb drámai bemutató, rövid forma                                                                    | Christian Linke, Alex Yee, Conor Sheehy, Ash Brannon, Pascal Charrue, and Arnaud Delord (for "The Monster You Created") | Jelölve  | [ 35 ] |
| 2022 | Primetime Emmy Awards                       | Kiváló animációs program                                                                                | Christian Linke, Marc Merrill, Brandon Beck, Jane Chung, Thomas Vu, Jerôme Combe, Melinda Wunsch Dilger, Pascal Charrue, Arnaud Delord, Alex Yee, Ash Brannon, Conor Sheehy, Barthelemy Maunoury, and David Lyerly (for "When These Walls Come Tumbling Down") | Elnyerte | [ 36 ] |
| 2022 | Primetime Emmy Awards                       | Kiváló hangvágás vígjáték- vagy drámasorozathoz (fél óra) és animációhoz                                | Brad Beaumont, Eliot Connors, Shannon Beaumon, Alex Ephraim, Alexander Temple, Alex Seaver, Dan O'Connel, and John Cucci (for "When These Walls Come Tumbling Down")                                                                                           | Jelölve  | [ 36 ] |
| 2022 | Primetime Emmy Awards                       | Kiemelkedő egyéni teljesítmény az animációban                                                           | Bruno Couchinho (background designer) (for "When These Walls Come Tumbling Down") | Elnyerte | [ 37 ] |
| 2022 | Primetime Emmy Awards                       | Kiemelkedő egyéni teljesítmény az animációban                                                           | Julien Georgel (art direction) (for "Happy Progress Day!") | Elnyerte | [ 37 ] |
| 2022 | Primetime Emmy Awards                       | Kiemelkedő egyéni teljesítmény az animációban                                                           | Anne-Laure To (color script artist) (for "The Boy Savior") | Elnyerte | [ 37 ] |
| 2022 | Saturn Awards                               | A legjobb televíziós animációs sorozat                                                                  | Arcane | Jelölve  | [ 38 ] |
| 2022 | The Game Awards                             | Legjobb Adaptáció                                                                                       | Arcane | Elnyerte | [ 39 ] |

## Fordítás
Ez a szócikk részben vagy egészben  az   Arcane (TV series) című angol Wikipédia-szócikk ezen változatának fordításán alapul.  Az eredeti cikk szerkesztőit annak laptörténete sorolja fel. Ez a jelzés csupán a megfogalmazás eredetét és a szerzői jogokat jelzi, nem szolgál a cikkben szereplő információk forrásmegjelöléseként.